# カンナビノイド受容体

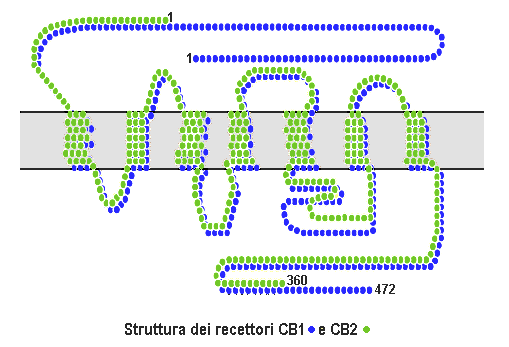
カンナビノイド受容体の構造

カンナビノイド受容体（カンナビノイドじゅようたい、英: cannabinoid receptor）は全身に存在する、Gタンパク質共役受容体スーパーファミリーに属する細胞表面受容体の1つであり、脊椎動物の内因性カンナビノイド系の一部を構成する。Gタンパク質共役受容体に典型的な特徴として、カンナビノイド受容体は7回膜貫通ドメインを有する。カンナビノイド受容体は大きく3つのグループのリガンドによって活性化される。 
- 内因性カンナビノイド（エンドカンナビノイド）
- 植物性カンナビノイド（フィトカンナビノイド、アサによって産生されるテトラヒドロカンナビノール（THC）など）
- 合成カンナビノイド（HU-210（英語版）など）

内因性カンナビノイドと植物性カンナビノイドはすべて脂溶性である。
カンナビノイド受容体には、CB1、CB2と呼ばれる2種類のサブタイプが知られている。CB1受容体は主に脳（中枢神経系）に発現しているが、肺、肝臓、腎臓にも発現している。CB2受容体は主に免疫系、造血系細胞、脳の一部に発現している。
CB1受容体とCB2受容体のアミノ酸配列の類似性は約44%である。膜貫通領域に限定した場合、2つの受容体のアミノ酸配列の類似性は約68%となる。また、各受容体には小規模な多様性も同定されている。カンナビノイド受容体によるカンナビノイドの結合は可逆的かつ立体選択的である。サブタイプ選択的なカンナビノイドが開発されており、こうした化合物は理論上は肥満など特定の疾患の治療に利点がある可能性がある。
内因性カンナビノイドの生合成、不活性化、シグナル伝達に関与する酵素（CB1/2受容体以外の標的を含む）は一般的に、動物界全体に存在している。

## 発見
脳内にカンナビノイド受容体が存在することは1980年代のin vitro研究から示され、その受容体は現在カンナビノイドCB1受容体と呼ばれているものである。ヒトの脳のGタンパク質共役型カンナビノイド受容体をコードするDNA配列は、1990年に同定され、クローニングされた。こうした発見をもとに、1993年には2つ目のカンナビノイド受容体であるCB2受容体の存在が明らかにされた。
脳や末梢神経系にあるとされる内因性カンナビノイド系において神経伝達物質として機能するアナンダミド（サンスクリットで喜びを意味するアーナンダに由来する）は1992年に特性解析がなされ、その後、他の脂肪酸型神経伝達物質も内因性エンドカンナビノイドとしての挙動を示し、脳内のCB1受容体や末梢のCB2受容体をさまざまな効力で刺激することが発見された。

## 種類

### CB1
CB1受容体は、脳内で最も広く発現しているGαiタンパク質共役受容体の1つであると考えられている。これらが機能する機構の1つは、ニューロンの脱分極によってGABAによる神経伝達の抑制が誘導される、内因性カンナビノイドを介したdepolarization-induced suppression of inhibitionと呼ばれるものであり、この機構は非常に一般的な逆行性シグナル伝達の一形態である。この機構では、脱分極したシナプス後ニューロンから放出された内因性カンナビノイドがシナプス前ニューロンのCB1受容体に結合することでシナプス前ニューロンへのカルシウム流入が制限され、GABAの放出の低下が引き起こされる。
CB1受容体は体内の他の部位にも存在する。一例として肝臓では、CB1受容体の活性化はde novoリポジェネシスを高めることが知られている。

### CB2
CB2受容体は、T細胞、マクロファージ、B細胞、造血系細胞、脳や中枢神経系で発現している。また、ケラチノサイトでも機能を有し、末梢神経終末にも発現している。こうした受容体は鎮痛に関与している。脳内では主にミクログリア細胞に発現しているが、そこでの役割は不明確である。CB2受容体を介した内因性カンナビノイドや合成アゴニストの作用の標的となり、また効果を発現しているのは主に免疫細胞や免疫系由来の細胞（白血球、さまざまなT細胞、B細胞集団、単球/マクロファージ、樹状細胞、マスト細胞、脳のミクログリア、アストロサイト、肝臓のクッパー細胞など）であるが、細胞標的となる可能性が示されている細胞種は拡大しており、現在では内皮細胞や平滑筋細胞、さまざまな由来の線維芽細胞、心筋細胞、末梢や中枢の特定の神経種が含まれることが知られている。

### その他
アブノーマルカンナビジオールなどの化合物は血圧や炎症に対してカンナビノイド様の作用を示すにもかかわらず、CB1、CB2のいずれも活性化しないため、これら以外のカンナビノイド受容体の存在が長らく疑われてきた。近年の研究は、N-アラキドニルグリシン（NAGly）受容体GPR18がアブノーマルカンナビジオール受容体の分子実体であることを支持しており、アナンダミドの内因性代謝産物であるNAGlyがGPR18の活性化を介して中枢神経系内のミクログリアの指向性遊走を開始することを示唆している。他の分子生物学的研究では、オーファン受容体であるGPR55が結合部位の配列相同性に基づきカンナビノイド受容体であることが示唆されている。その後の研究では、実際にGRP55がカンナビノイドリガンドに応答することが示されている。こうした内因性・外因性のさまざまなカンナビノイドリガンドに応答する明確な非CB1/CB2型受容体としてのプロファイルから、一部のグループはこの受容体をCB3受容体とすべきであるとしており、再分類が行われる可能性がある。また、遺伝子はまだクローニングされていないものの、これとは異なるカンナビノイド受容体候補も海馬に発見されている。さらに、GPR119も5番目のカンナビノイド受容体としての可能性が示唆されている。PPARファミリーの核内ホルモン受容体も特定種のカンナビノイドに応答する場合がある。

## シグナル伝達
カンナビノイド受容体は、体内で自然に産生された（内因性カンナビノイド）、もしくは大麻や関連合成化合物として体内に導入されたカンナビノイドによって活性化される。
受容体が活性化されると、複数の細胞内シグナル伝達経路が活性化される。当初、カンナビノイド受容体は主にアデニル酸シクラーゼの阻害（それによるセカンドメッセンジャーである環状アデノシン一リン酸の産生の阻害）を行い、内向き整流カリウムチャネル（Kir、IRK）に正の影響を及ぼすと考えられていた。しかしながらさまざまな細胞種において、他のカリウムチャネルやカルシウムチャネル、プロテインキナーゼA、プロテインキナーゼC、Raf-1、ERK、JNK、p38、c-Fos、c-Jun、その他多くが関与する、はるかに複雑な全体像が明らかとなっている。一例としてヒト白血病初代培養細胞におけるCB2受容体の複雑なシグナル伝達プロファイルでは、古典的なGαiシグナル伝達に加えてGαsを介したアデニル酸シクラーゼの活性化のほか、ERK、p38、CREB経路の誘導がみられる。
妊娠中の大麻への曝露は、胎児の内因性カンナビノイドシグナル伝達系の擾乱をもたらすことが示されている。この現象が胎児の神経発達に直接的な影響を及ぼしたり、生涯にわたる認知、行動、機能的異常の原因となることは示されていないものの、出生後の因子による認知機能の異常や情動性の変化の素因となる可能性がある。さらに、発生中の胎児の脳回路形成に変化をもたらし、神経発達プログラムに大きな分子的変化を引き起こすことで、神経生理学的異常や行動異常につながる可能性がある。

## カンナビノイドによる治療
合成テトラヒドロカンナビジオール（THC）は、国際一般名ドロナビノールまたは商標名マリノール（Marinol）の名称で、主にAIDS患者の嘔吐の治療や食欲増進、化学療法を受けている患者の難治性の吐き気や嘔吐の治療のために処方される。医療界において既知のベネフィットが顕著なものとなるにつれ、合成THCの使用はより一般的なものとなりつつある。THCは大麻抽出物であるナビキシモルスに含まれる有効成分の1つでもあり、ナビキシモルスは2010年にイギリスにおいてマウススプレーとして、多発性硬化症患者の神経因性疼痛、痙縮、過活動膀胱やその他の症状の緩和に対して承認がなされた。

## リガンド
カンナビノイドリガンドの結合親和性と選択性を次に示す。
| リガンド                     | CB1に対する親和性 (Ki) | CB1に対する効力      | CB2に対する親和性 (Ki) | CB2に対する効力      | 種類   | 出典   |
| ---------------------------- | ---------------------- | -------------------- | ---------------------- | -------------------- | ------ | ------ |
| アナンダミド                 | 78 nM                  | パーシャルアゴニスト | 370 nM                 | ?                    | 内因性 |        |
| N-アラキドノイルドーパミン   | ?                      | アゴニスト           | ?                      | ?                    | 内因性 |        |
| 2-アラキドノイルグリセロール | ?                      | フルアゴニスト       | ?                      | ?                    | 内因性 |        |
| ノラジンエーテル             | 21 nM                  | フルアゴニスト       | 480 nM                 | フルアゴニスト       | 内因性 |        |
| テトラヒドロカンナビノール   | 10 nM                  | パーシャルアゴニスト | 24 nM                  | パーシャルアゴニスト | 植物性 | [ 38 ] |
| EGCG                         | 33,600 nM              | アゴニスト           | >50,000 nM             | ?                    | 植物性 | [ 39 ] |
| ヤンゴニン                   | 720 nM                 | ?                    | >10,000 nM             | ?                    | 植物性 | [ 40 ] |
| AM-1221                      | 52.3 nM                | アゴニスト           | 0.28 nM                | アゴニスト           | 合成   | [ 41 ] |
| AM-1235                      | 1.5 nM                 | アゴニスト           | 20.4 nM                | アゴニスト           | 合成   | [ 42 ] |
| AM-2232                      | 0.28 nM                | アゴニスト           | 1.48 nM                | アゴニスト           | 合成   | [ 42 ] |
| UR-144                       | 150 nM                 | フルアゴニスト       | 1.8 nM                 | フルアゴニスト       | 合成   | [ 43 ] |
| JWH-007                      | 9.0 nM                 | アゴニスト           | 2.94 nM                | アゴニスト           | 合成   | [ 44 ] |
| JWH-015                      | 383 nM                 | アゴニスト           | 13.8 nM                | アゴニスト           | 合成   | [ 44 ] |
| JWH-018                      | 9.00 ± 5.00 nM         | フルアゴニスト       | 2.94 ± 2.65 nM         | フルアゴニスト       | 合成   | [ 44 ] |